# 19582 Blow
19582 Blow este un asteroid din centura principală de asteroizi.

## Descriere
19582 Blow este un asteroid din centura principală de asteroizi. A fost descoperit pe 13 iulie 1999 la Reedy Creek de John Broughton. El prezintă o orbită caracterizată de o semiaxă mare de 2,59 ua, o excentricitate de 0,04 și o înclinație de 2,1° în raport cu ecliptica.